# Bardhaniqi
Bardhaniqi (albanska: Bardhaniqi, serbiska: Bardonić) är en by i Kosovo. Den ligger i kommunen Gjakova. Enligt den senaste folkräkningen år 2011 fanns det 498 invånare.

## Demografi
| Demografi | 2011 |
| --------- | ---- |
| albaner   | 491  |
| bosnier   | 1    |
| ashkalier | 4    |
| okänt     | 2    |